# Zec du Lac-Brébeuf
Pour les articles homonymes, voir Lac Brébeuf et Brébeuf.
La zec du Lac-Brébeuf est une "zone d'exploitation contrôlée" (ZEC) de 434 km2, située en partie dans le territoire non organisé Lalemant, dans la municipalité régionale de comté (MRC) Le Fjord-du-Saguenay et aussi dans la MRC Charlevoix-Est, dans la région administrative Saguenay–Lac-Saint-Jean, au Québec, au Canada. Les principales activités économiques de cette zone créée en 1978 sont la foresterie et les activités récréotouristiques.

## Géographie
Parmi les 152 lacs de cette zone d'exploitation contrôlée, les plus importants en superficie sont les lacs Brébeuf, Éternité et Desprez. Long de 12 km, le lac Brébeuf est situé surtout dans le canton de Brébeuf et s'étend en partie dans le territoire de la municipalité de Rivière-Éternité. Ce lac comporte plusieurs baies dont la plus grande est la baie de la Sauvagesse, située à l'extrémité nord-ouest. Il constitue le lac de tête de la rivière Saint-Jean, laquelle se déverse dans la rivière Saguenay à L'Anse-Saint-Jean.
Trois bassins versants drainent le territoire de la zec, soit les rivières Saint-Jean et ses affluents, Cami et Catin.
Le poste d'accueil principal est celui de Saint-Félix-d'Otis, sur la route 170. Le poste d'accueil est à 3 kilomètres de l'église de Saint-Félix-d'Otis, en suivant la route du Lac-Brébeuf. La zec exploite trois terrains de camping rustiques comportant un total de 54 emplacements. Certains emplacements sont réservés à la location saisonnière alors que d'autres le sont pour des séjours de courte durée.

## Chasse et pêche
Dans ce zec, les amateurs de pêche capturent surtout de l'omble (chevalier ou de fontaine), du touladi et de l'anguille de lac. 
Par ailleurs, la chasse est populaire pour le petit gibier (lièvre, gélinotte et tétras), l'ours noir et l'orignal. Les chasseurs sont tenus de respecter les quotas alloués selon les espèces.

## Toponymie
Le toponyme "Zec du Lac-Brébeuf" est associé aux toponymes de même nom pour désigner le lac et le canton.
Le toponyme "lac Brébeuf" a été attribué en 1943, soit l'année de la commémoration du 350e anniversaire de la naissance du père jésuite Jean de Brébeuf (1593-1649), l'un des Saints Martyrs canadiens. Auparavant, ce lac était désigné "Petit lac Saint-Jean", selon la Commission de toponymie du Québec qui se réfère à une publication de 1925. Le toponyme du lac s'écrivait de diverses formes selon l'usage, tels "Little lac Saint-Jean", "Little lac Saint John" et "Little Lake St-Jean".
Le toponyme "zec du lac-Brébeuf" a été inscrit le 5 août 1982 à la Banque des noms de lieux de la Commission de toponymie du Québec.